# 닌텐도 개발기술부
닌텐도 개발기술부(약칭 닌텐도 RED)는 닌텐도 내에 1996년부터 2012년까지 존재했던 휴대용 게임기 개발 부서였다. 닌텐도의 제조부서 산하에 있었으며 오카다 사토루가 관리직을 연임했다. 본래 1996년 닌텐도 개발 제일부의 종합관리자이자 게임 & 워치와 게임보이의 제조자 요코이 군페이가 닌텐도 본사에서 독립해 세운 부서로서 출발했다. 당시 개발진은 개발 제일부의 하드웨어 엔지니어들로 구성됐다.
개발기술부는 닌텐도의 인기 휴대용 게임기 제품 게임보이 컬러, 게임보이 어드밴스, 닌텐도 DS와 닌텐도 3DS의 개발을 담당했다. 2012년, 오카다의 은퇴 후 해당 부서는 닌텐도 종합개발본부로 흡수돼 닌텐도의 휴대용 게임기와 가정용 게임기를 모두 관리하게 됐다.

## 개발 제품
| 연도 | 제목                               | 플랫폼                       | 각주  |
| ---- | ---------------------------------- | ---------------------------- | ----- |
| 1998 | 게임보이 라이트                    | 하드웨어                     |       |
| 1998 | 게임보이 카메라 & 프린터           | 게임보이                     |       |
| 1998 | 게임보이 컬러                      | 하드웨어                     | [ 1 ] |
| 2001 | 게임보이 어드밴스                  | 하드웨어                     |       |
| 2002 | 닌텐도 e리더                       | 게임보이 어드밴스            |       |
| 2003 | 게임보이 어드밴스 SP               | 하드웨어                     |       |
| 2004 | 닌텐도 DS                          | 하드웨어                     |       |
| 2005 | 플레이얀                           | 게임보이 어드밴스, 닌텐도 DS |       |
| 2005 | 게임보이 미크로                    | 하드웨어                     |       |
| 2006 | 닌텐도 DS 라이트                   | 하드웨어                     |       |
| 2008 | 닌텐도 DSi                         | 하드웨어                     |       |
| 2009 | 닌텐도 DSi XL                      | 하드웨어                     |       |
| 2011 | 배틀 & 겟! 포켓몬 타이핑 DS 키보드 | 닌텐도 DS                    |       |
| 2011 | 닌텐도 3DS                         | 하드웨어                     |       |
| 2011 | 서클 패드 프로                     | 닌텐도 3DS                   |       |
| 2012 | 서클 패드 프로 XL                  | 닌텐도 3DS                   |       |

## 참조

### 내용주
1. ↑  일본어: 任天堂開発技術部, 영어: Nintendo Research & Engineering Department